# Abdessalam Habachi
Abdessalam Habachi, né le 2 septembre 1925, est un combattant et officier algérien pendant la Guerre d'Algérie.

## Biographie
Il fait partie du groupe historique des 22 qui a préparé le déclenchement de la lutte armée, le 1er novembre 1954. Il était membre du Mouvement pour le triomphe des libertés démocratiques, le Parti du peuple algérien et l'Organisation spéciale (OS),.
Abdessalam Habachi est décédé le jeudi 13 mars 2008 et a été inhumé deux jours plus tard au cimetière Sidi Issa à Annaba,.